# Steinbeil (Steinzeit)

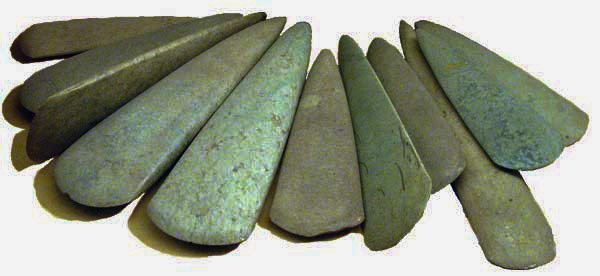
Fibrolith- und Jadeitbeile aus der Jungsteinzeit, Bretagne

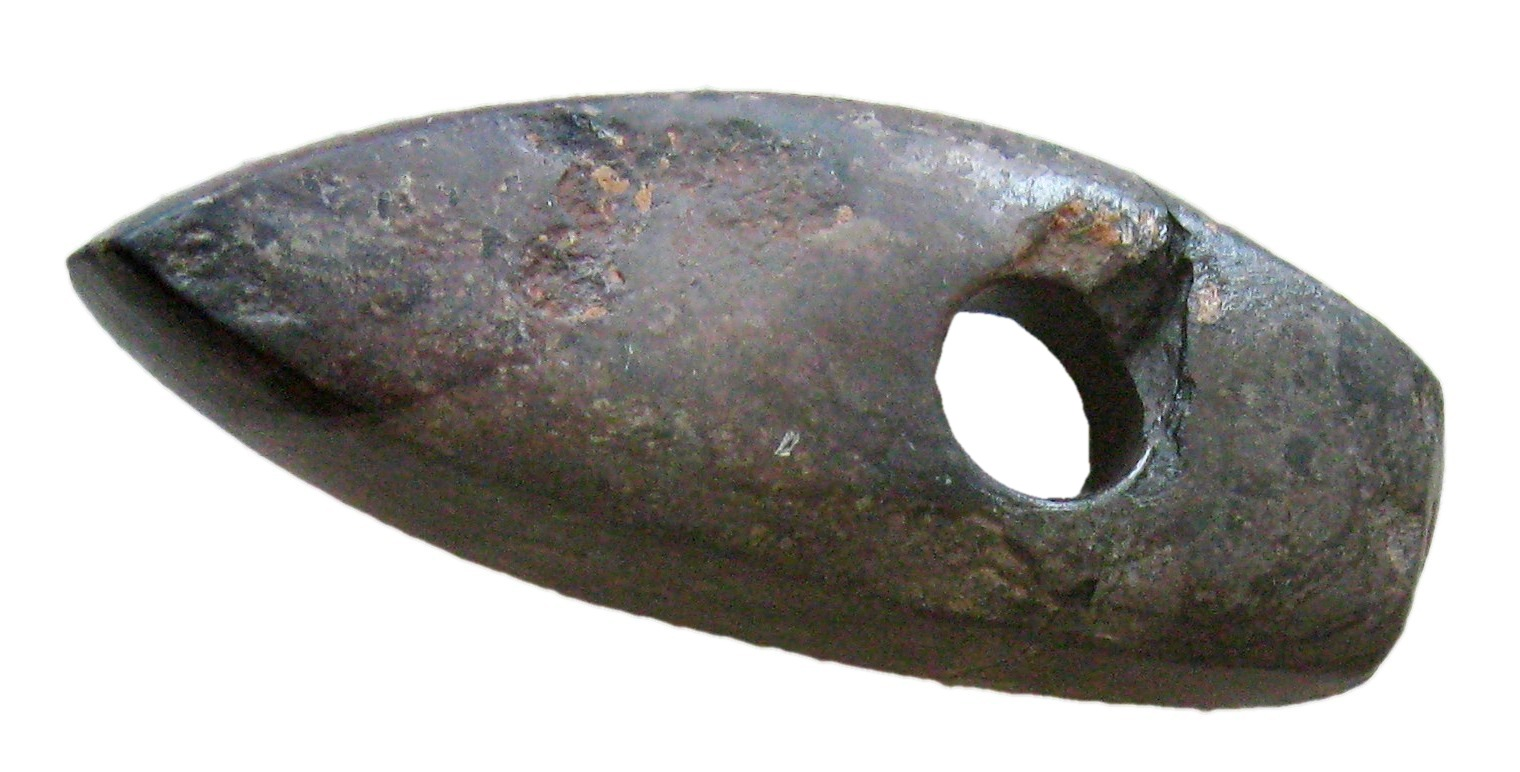
Steinaxt

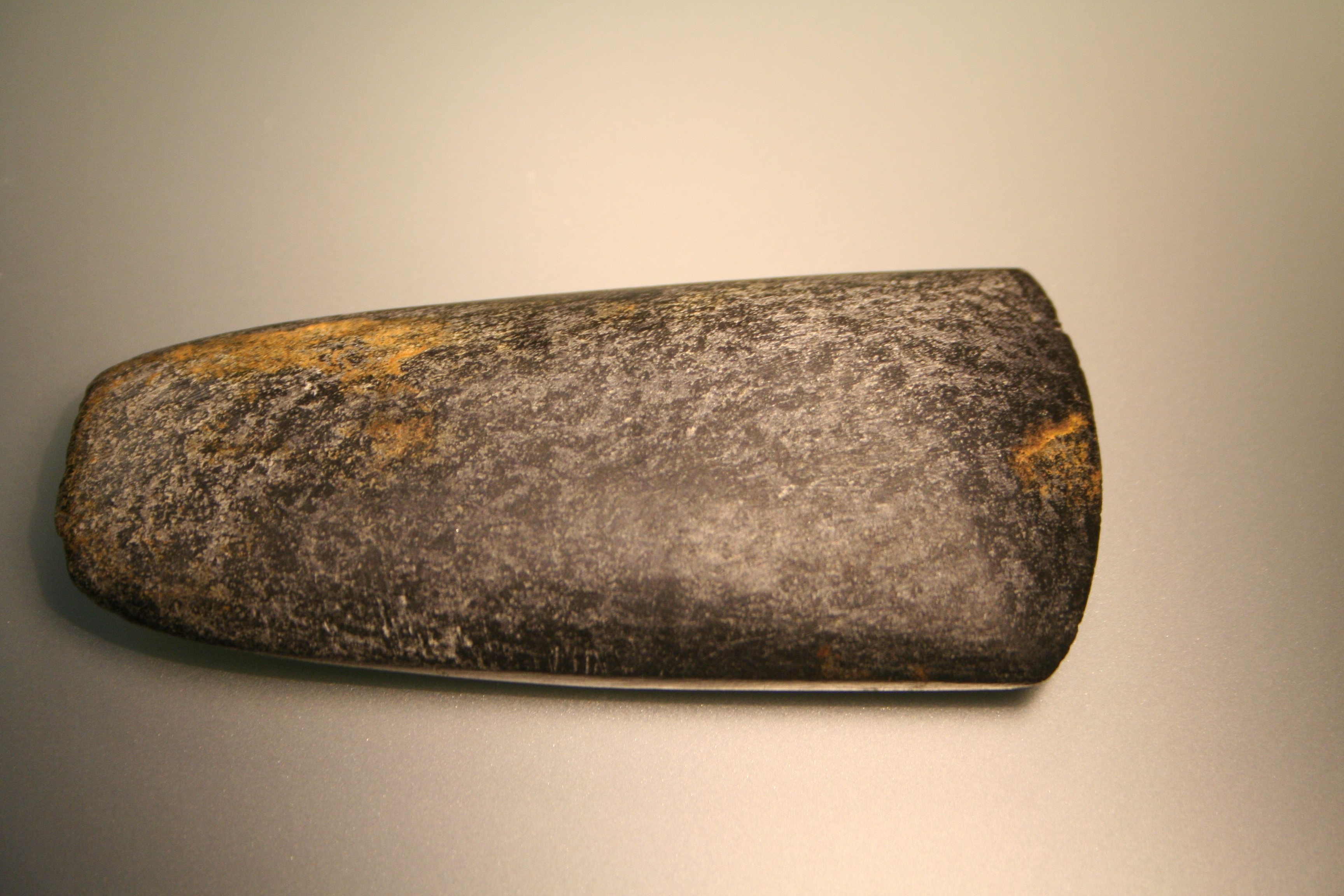
Steinbeil, gefunden in einem linienbandkeramischen Brunnen in Schkeuditz-Altscherbitz

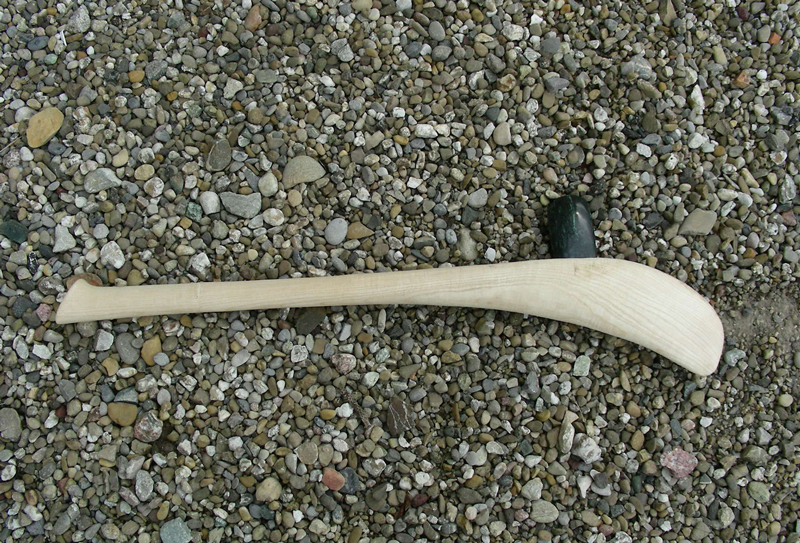
Beil der Pfyner Kultur mit Flügelholmschäftung (Replik)

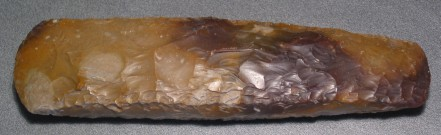
Feuersteinbeil (Kernbeil)

Das Steinbeil ist ein überschliffenes Beil aus kristallinem Gestein oder Feuerstein. Steinbeile gehörten zu den wichtigsten Werkzeugen der europäischen Jungsteinzeit. Trotz der wachsenden Bedeutung metallischer Werkstoffe gab es sie bis weit in die Bronzezeit.
Im mittelalterlichen Volksglauben besaßen steinerne Artefakte eine magische Bedeutung. Steinbeile seien vom Donnergott als Blitze in die Erde gesandt worden – so die vorwissenschaftliche Erklärung für derartige Fundstücke, weshalb sie Donnerkeil genannt wurden.

## Begriffe
Im archäologischen Zusammenhang wird in Deutschland:
- ein Steinkörper ohne Schaftloch Beil genannt
- ein Steinkörper mit Schaftloch, das ggf. mit einem Steinbohrapparat erzeugt wurde, dagegen Axt genannt.

Bei den Beilen, die zuerst erscheinen, erfolgt die Schäftung durch Aufbinden auf ein Holz (Knieholmschäftung) oder durch Einstecken des Beils in einen Holm oder in ein Zwischenfutter aus Geweih (meist vom Rothirsch), das dann wiederum in den Holzschaft gesteckt wird. Die Aufteilung in Axt und Beil erfolgt unabhängig vom Material (Stein, Bronze, Eisen), der Handhabung (ein- bzw. zweihändig) und der Verwendung. Problematisch an der Terminologie ist die Tatsache, dass im archäologischen Zusammenhang fast ausschließlich die Beilklingen gefunden werden, deren Schäftung nicht immer rekonstruierbar ist. So werden von den Beilen die Schuhleistenkeilen (prähistorische Dechseln, auch Querbeil genannt) abgegrenzt, deren Klingen quer zur Schäftung stehen.

## Verbreitung
Im Jahre 2010 wurde aus Medienberichten bekannt, dass ein überschliffenes Stück Basalt vom Abri Nawarla Gabarnmang (Arnhem Land, Australien) bis zu 35.000 Jahre alt sei und als Teil eines geschliffenen Steinbeils interpretiert wird. Abgesehen von diesem Einzelfund sind geschliffene Beile in verschiedenen Regionen der Welt erst zu Beginn des Holozäns bekannt, zum Beispiel in Puntutjarpa und Devil’s Lair (Westaustralien). Etwa aus demselben Zeithorizont stammen geschliffene symmetrische Beile vom Göbekli Tepe (Türkei).
In Mitteleuropa treten Beile und Dechsel zuerst während der Mittelsteinzeit auf. Aus dieser Zeit sind ungeschliffene Feuersteinbeile erhalten (Kernbeile und Scheibenbeile), die wahrscheinlich mit organischem Material an einem Schaft befestigt wurden, oder – wie Funde aus Hohen Viecheln belegen – ähnlich jungsteinzeitlichen Beilen in einem Zwischenfutter aus Geweih saßen.
Geschliffene Beile sind im Mesolithikum Europas selten, finden sich aber unter anderem im irischen Spätmesolithikum und in Norwegen.
Ab dem Neolithikum wurden Beile aus geschliffenem oder überschliffenem Stein verwendet. Das typische Querbeil der Bandkeramik war der so genannte Schuhleistenkeil. Seit dem Jungneolithikum werden Metallformen in Stein nachgeahmt. In manchen Gegenden waren Steinbeile bis in die Bronzezeit in Gebrauch bzw. kamen in Form der Walzenbeile erneut auf.

## Verwendung
Steinbeile waren Werkzeuge und Waffen, letztere zugleich auch Prestigeobjekte. Besonders die endneolithischen Beile (Hammer- und Streitäxte) werden meist als Waffen gedeutet. Von der Bedeutung als Prestigegüter zeugen z. B. die weit verbreiteten Beile aus Jadeit vom Monte Viso und verzierte Axt- und Beilkörper, die bereits im Mesolithikum auftauchen (Geweihaxt von Eckernförde) und in den Metallzeiten besonders häufig sind. Diese Beile aus Steinbrüchen in den Westalpen waren weit verbreitet und gelangten bis in die Bretagne und nach Großbritannien (Sweet Track-Jade).

## Galerie

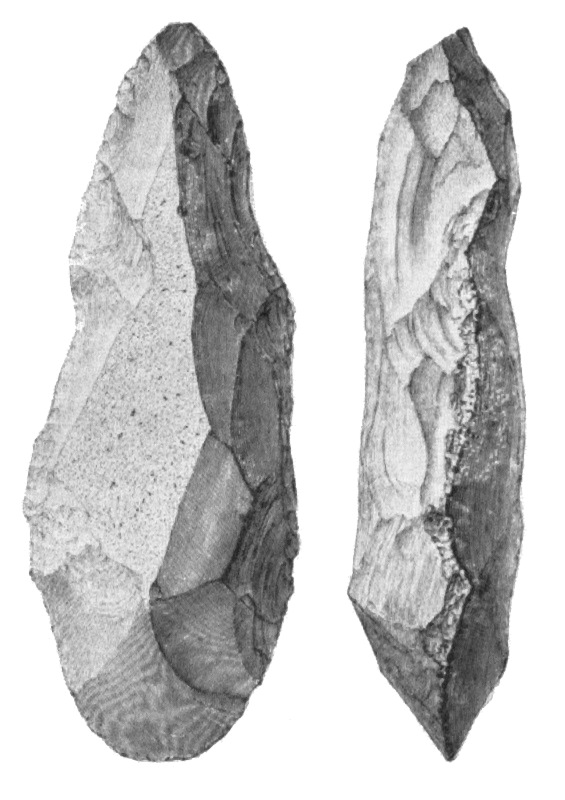
Mesolithisches Kernbeil Skåne, Schweden
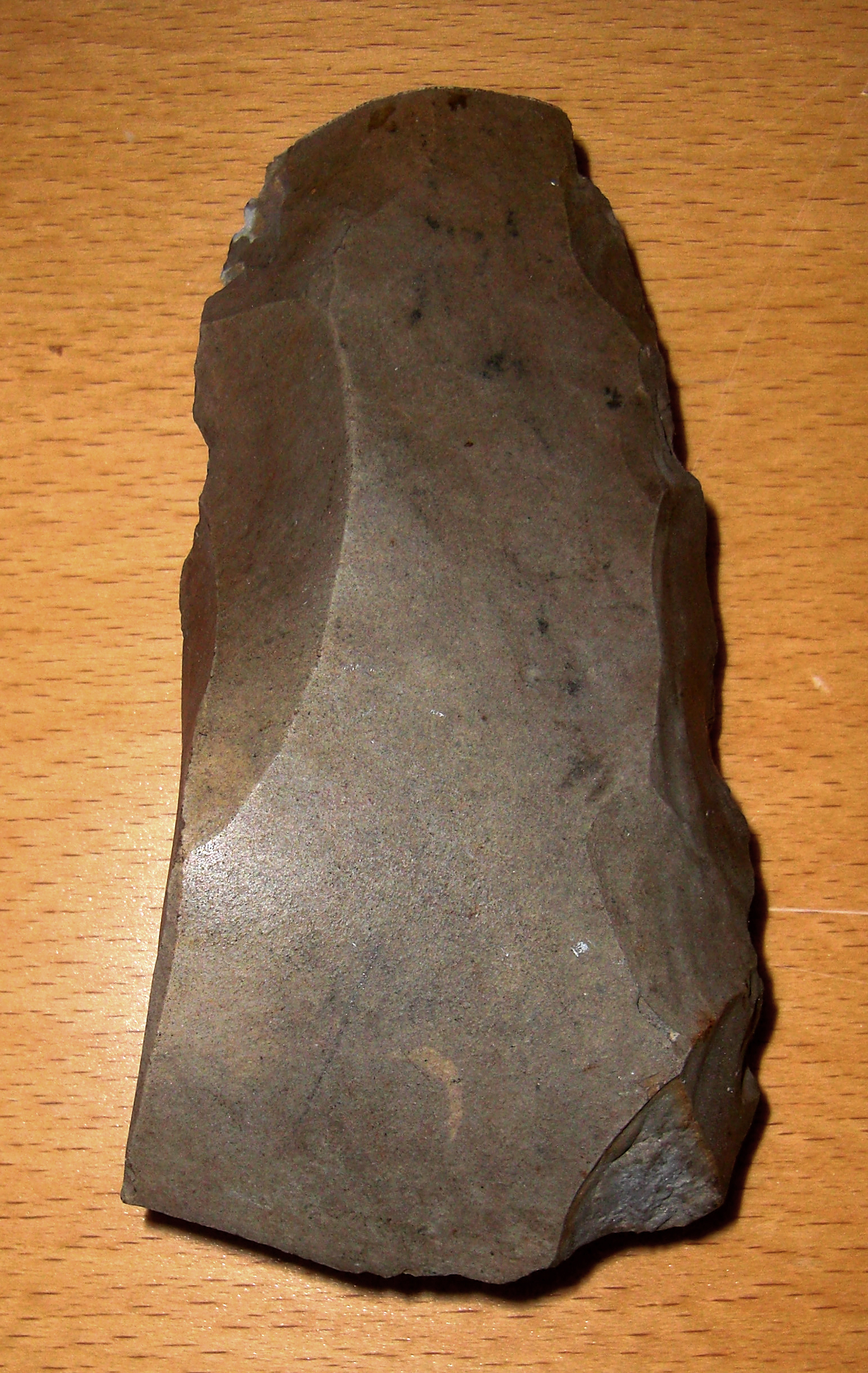
Mesolithisches Scheibenbeil aus Schweden
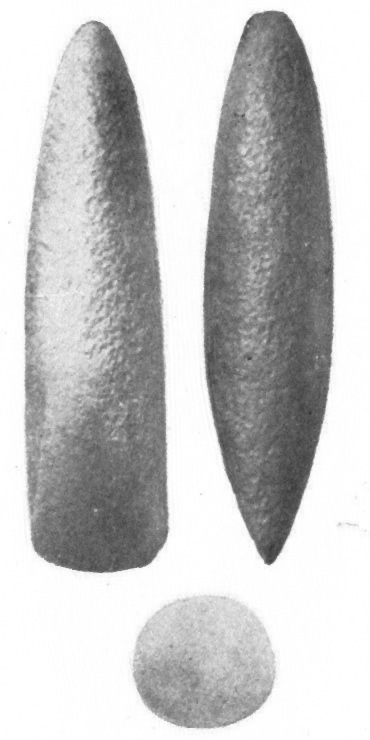
Walzenbeil mit rundem Querschnitt aus Gotland, Schweden
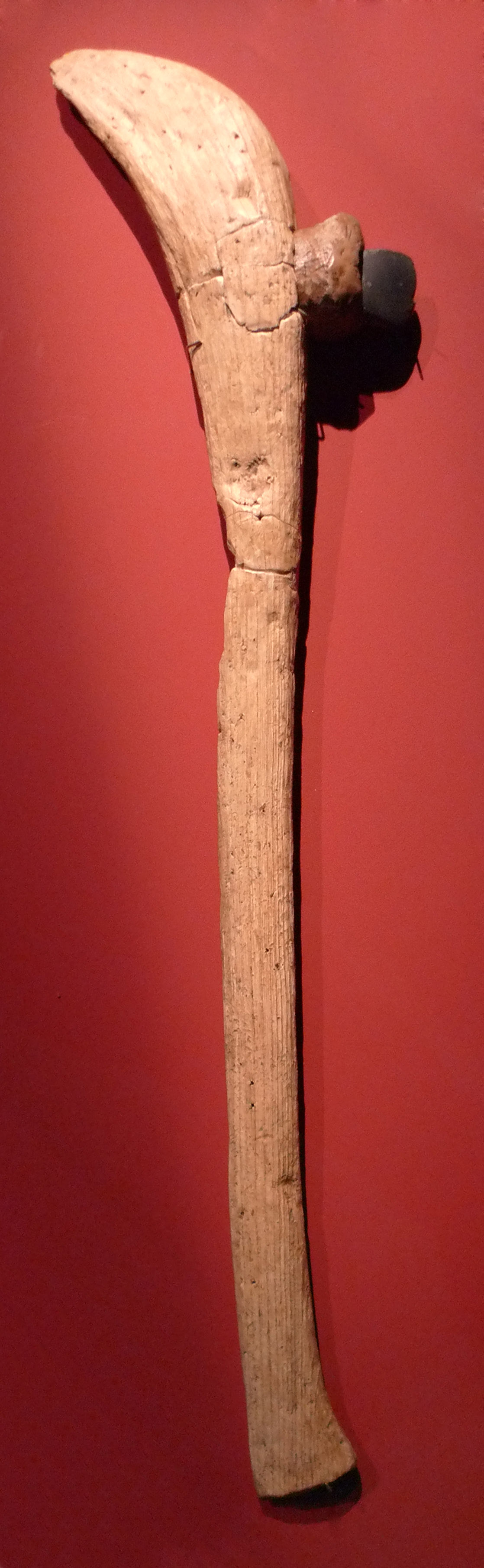
Flügelholmbeil mit geschliffener Steinklinge in einem Geweihfutter, links als Geweihhacke einsetzbar
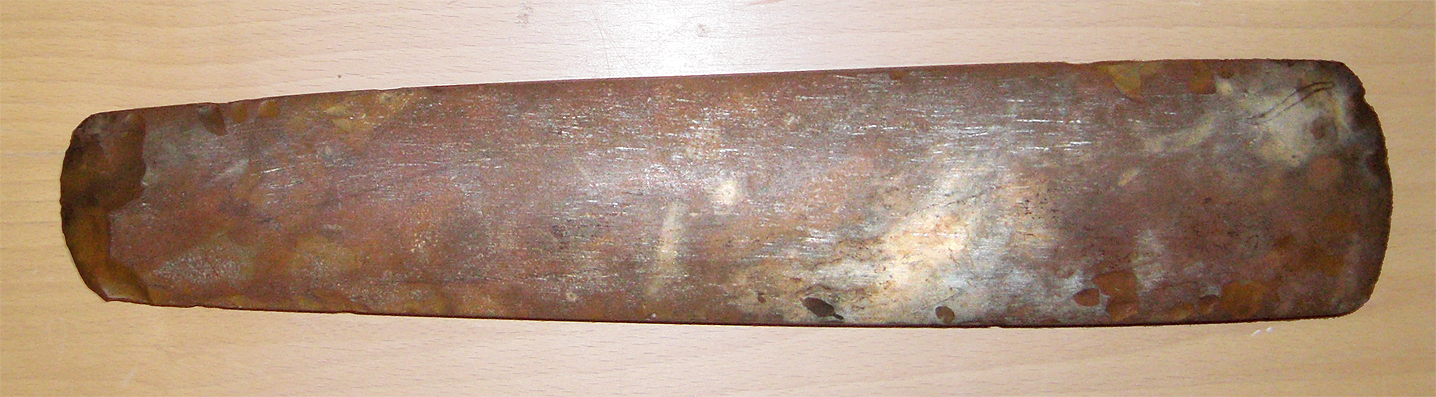
Neolithischer Flint-Schuhleistenkeil der Trichterbecherkultur aus Västergötland, Schweden, 45,8 cm lang
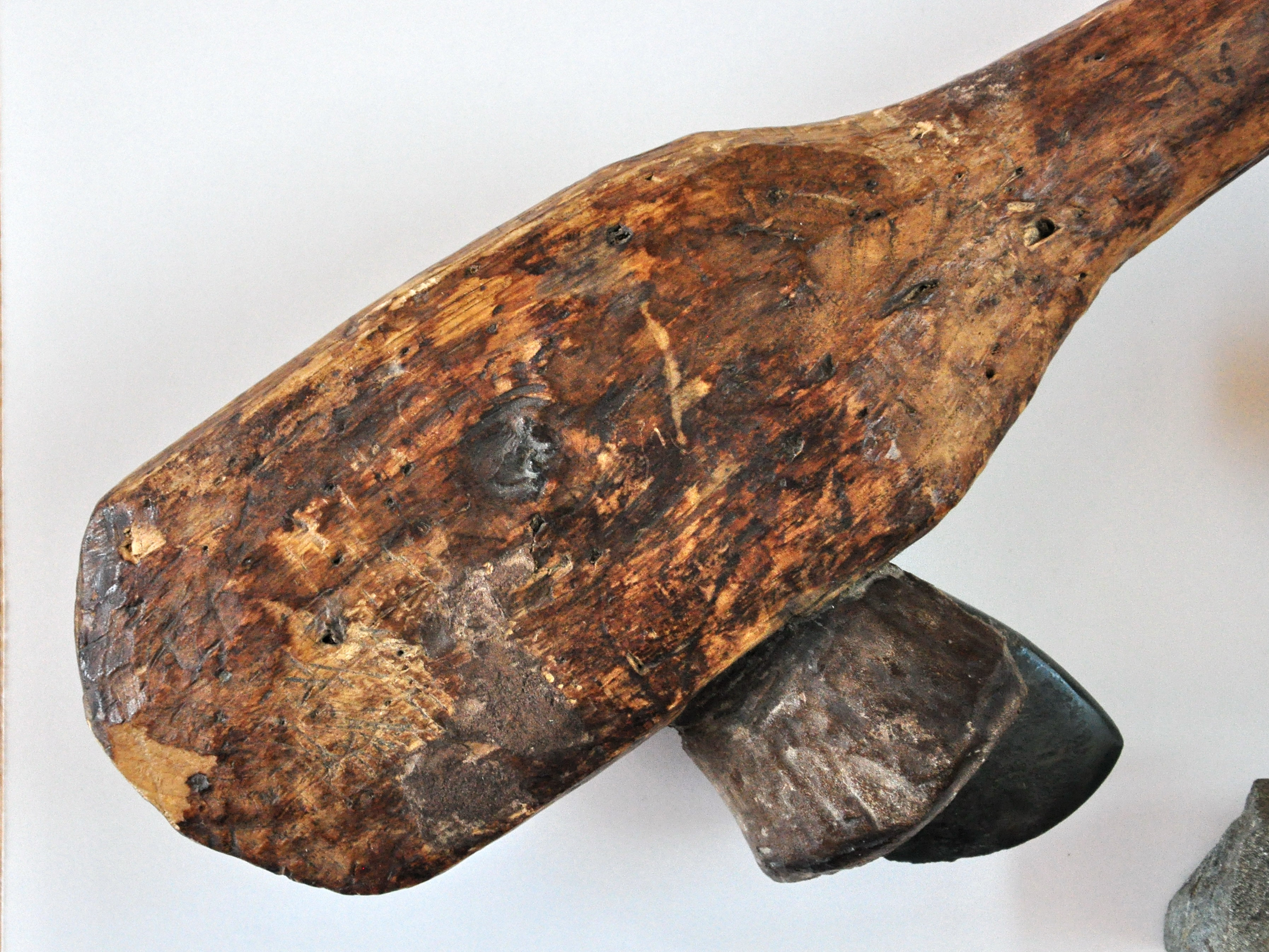
Bei diesem Beil ist die dunkle Klinge aus Stein mit einem Zwischenfutter aus Geweih am Schaft aus Holz befestigt. Fundstelle Meilen-Rorenhaab (Schweiz).
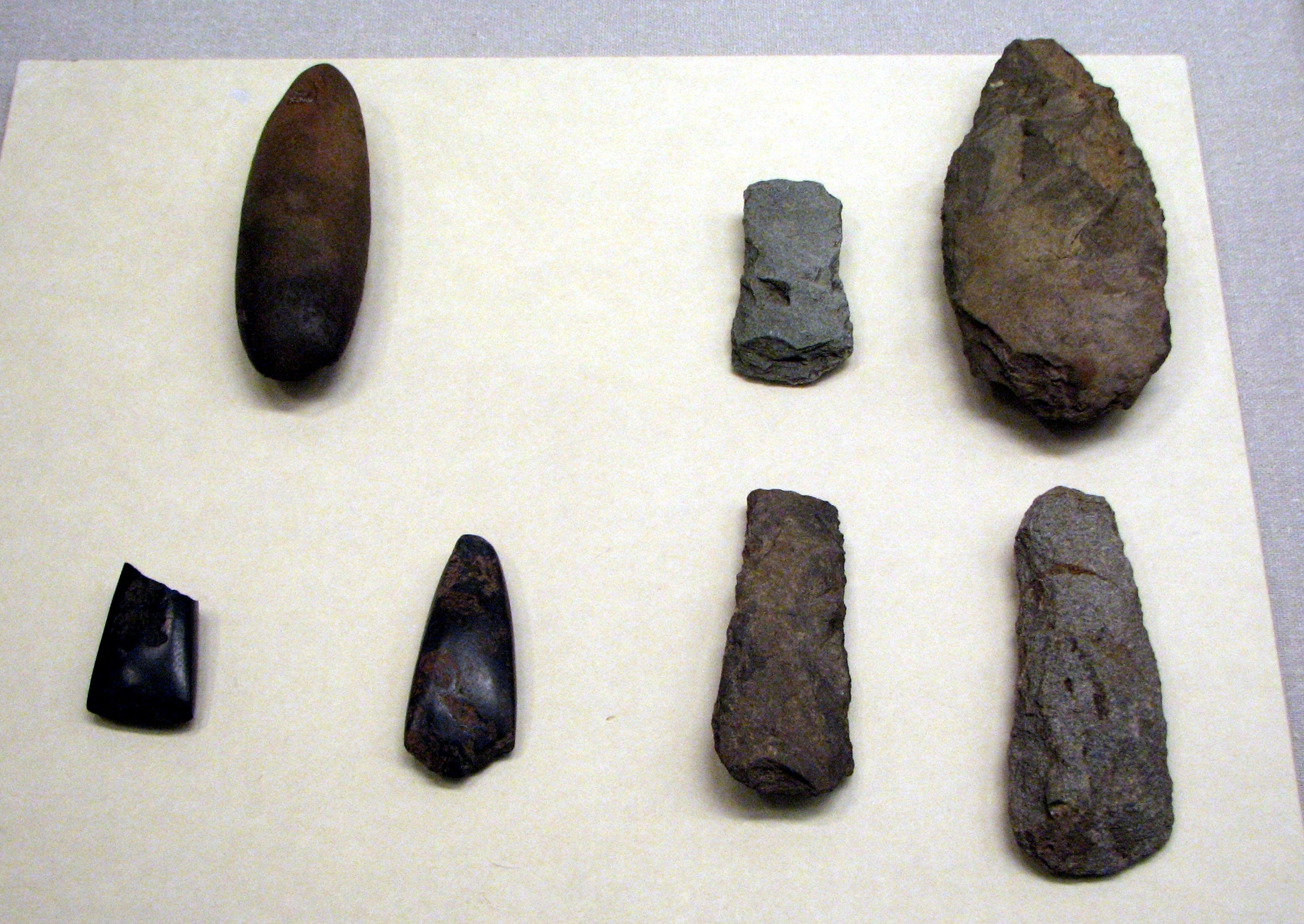
Steinbeile, Ende der Jōmon-Periode Japans. Links drei Beile mit Steinschliff (2000–500 v. Chr.), rechts vier behauene (3000–2000 v. Chr.).